# Liste der Stolpersteine in Mühlacker
In der Liste der Stolpersteine in Mühlacker sind alle 21 Stolpersteine aufgeführt, die in Mühlacker im Rahmen des Projekts des Künstlers Gunter Demnig an bislang vier Terminen verlegt wurden – in der Kernstadt Mühlacker mit Dürrmenz, sowie in den Stadtteilen Lomersheim, Lienzingen und Enzberg. Auf Initiative des Historisch-Archäologischen Vereins Mühlacker e. V. (HAV) wurden die ersten elf Stolpersteine im Mai 2009 gesetzt, der bislang letzte im Februar 2018.

## Liste
Zusammengefasste Adressen von Verlegeorten zeigen an, dass mehrere Stolpersteine an einem Ort verlegt wurden. Die Tabelle ist teilweise sortierbar; die Grundsortierung erfolgt alphabetisch nach dem Verlegeort. Die Spalte Person, Inschrift wird nach dem Namen der Person alphabetisch sortiert.
| Bild         | Person, Inschrift | Verlegeort                                        | Verlegedatum  | Information |
| ------------ | --- | ------------------------------------------------- | ------------- | --- |
|              | HIER WOHNTE TONI SIMON JG. 1875 DEPORTIERT 1942 THERESIENSTADT 1944 AUSCHWITZ ERMORDET                                                                    | Bahnhofstraße 33 (Lage)                           | 27. Apr. 2010 | Zu Toni Simon existiert ein Eintrag im Gedenkbuch des deutschen Bundesarchivs. |
| Bild gesucht | HIER WOHNTE KARL ERNST GÖSSEL JG. 1923 EINGEWIESEN 11.4.1939 HEILANSTALT STETTEN ‘VERLEGT’ 23.9.1940 GRAFENECK ERMORDET 23.9.1940 ‘AKTION T4’             | Dr.-Simons-Straße 19 (Stadtteil Enzberg) (Lage)   | 17. Feb. 2018 | Der im März 1923 geborene Karl Ernst Gössel erlitt als Sechsjähriger eine Hirnhautentzündung und wurde 1929 in die Diakonissenanstalt für geistig und körperlich Behinderte in Schwäbisch Hall eingewiesen. Von dort wurde er 1939 in die Heil- und Pflegeanstalt Stetten verlegt und 1940 im Rahmen der Euthanasie-Aktion T4 in der Tötungsanstalt Grafeneck von den Nationalsozialisten vergast. |
| Bild gesucht | HIER WOHNTE MARTHE BRACHER JG. 1919 ‘VERSCHWUNDEN’ KZ NATZWEILER-STRUTHOF MEDIZINISCHE VERSUCHE ERMORDET 3.7.1943 BÜRGERSPITAL STRASSBURG                 | Enzstraße 88 (Lage)                               | 27. Apr. 2010 | |
| Bild gesucht | HIER WOHNTE RICHARD BERTIES JG. 1893 VERHAFTET KZ HEUBERG MISSHANDELT TOT AN FOLGEN 25.10.1933                                                            | Herzenbühlstraße 34 (Stadtteil Lienzingen) (Lage) | 27. Apr. 2010 | |
| Bild gesucht | HIER WOHNTE FRIEDRICH SCHWAB JG. 1922 VERHAFTET ‘WEHRKRAFTZERSETZUNG’ HINGERICHTET 24.1.1944 MALAJA-LEPATICHA/UKRAINE                                     | Löffelstelzweg 3 (Lage)                           | 27. Apr. 2010 | |
| Bild gesucht | MARIA KREUZ GEB. BREITENBACH JG. 1908 DEPORTIERT 1944 ERMORDET 1944 IN AUSCHWITZ                                                                          | Mühlacker Straße 8 (Stadtteil Lomersheim) (Lage)  | 27. Apr. 2010 | |
| Bild gesucht | PAUL KREUZ JG. 1933 DEPORTIERT 1944 ERMORDET 1944 IN AUSCHWITZ                                                                                            | Mühlacker Straße 8 (Stadtteil Lomersheim) (Lage)  | 27. Apr. 2010 | |
|              | HIER WOHNTE THEODOR LOUIS HETTLER JG. 1900 GEDEMÜTIGT/ENTRECHTET FLUCHT IN DEN TOD 29.4.1943                                                              | Schillerstraße 11 (Lage)                          | 27. Mai 2009  | |
|              | HIER WOHNTE MATHILDA ANNA HETTLER GEB. PFLEDERER JG. 1915 GEDEMÜTIGT/ENTRECHTET FLUCHT IN DEN TOD 15.8.1942                                               | Schillerstraße 11 (Lage)                          | 27. Mai 2009  | |
|              | HIER WOHNTE LUDWIG KARL HETTLER JG. 1938 GEDEMÜTIGT/ENTRECHTET FLUCHT IN DEN TOD 15.8.1942                                                                | Schillerstraße 11 (Lage)                          | 27. Mai 2009  | |
|              | HIER WOHNTE FRIEDRICH THEODOR HETTLER JG. 1934 GEDEMÜTIGT/ENTRECHTET FLUCHT IN DEN TOD 29.4.1943                                                          | Schillerstraße 11 (Lage)                          | 27. Mai 2009  | |
|              | HIER WOHNTE MARGARETE ROSEMARIE HETTLER JG. 1935 GEDEMÜTIGT/ENTRECHTET FLUCHT IN DEN TOD 15.8.1942                                                        | Schillerstraße 11 (Lage)                          | 27. Mai 2009  | |
|              | HIER WOHNTE ANNELIESE HETTLER JG. 1939 GEDEMÜTIGT/ENTRECHTET FLUCHT IN DEN TOD 15.8.1942                                                                  | Schillerstraße 11 (Lage)                          | 27. Mai 2009  | |
|              | HIER WOHNTE ERNST BERTIES JG. 1896 MEHRMALS VERHAFTET ZULETZT 9.9.1939 DACHAU ERMORDET 18.2.1945                                                          | Schillerstraße 11 (Lage)                          | 27. Mai 2009  | |
|              | HIER WOHNTE ALFRED EMRICH JG. 1876 FLUCHT 1939 FRANKREICH VERHAFTET 23.8.1942 INTERNIERT DRANCY DEPORTIERT 11.9.1942 ERMORDET IN AUSCHWITZ                | Schulerweg 1 (Lage)                               | 27. Mai 2009  | Nach Alfred Emrich ist in der Mühlacker Kernstadt die Emrichstraße benannt. Zu ihm existiert ferner ein Eintrag im Gedenkbuch des deutschen Bundesarchivs. |
|              | HIER WOHNTE LAURA EMRICH GEB. HORKHEIMER JG. 1885 FLUCHT 1939 FRANKREICH VERHAFTET 23.8.1942 INTERNIERT DRANCY DEPORTIERT 11.9.1942 ERMORDET IN AUSCHWITZ | Schulerweg 1 (Lage)                               | 27. Mai 2009  | Zu Laura Emrich existiert ein Eintrag im Gedenkbuch des deutschen Bundesarchivs. |
|              | HIER WOHNTE MARIANNE EMRICH JG. 1915 FLUCHT 1939 FRANKREICH VERHAFTET 23.8.1942 INTERNIERT DRANCY DEPORTIERT 11.9.1942 ERMORDET IN AUSCHWITZ              | Schulerweg 1 (Lage)                               | 27. Mai 2009  | Zu Marianne Emrich existiert ein Eintrag im Gedenkbuch des deutschen Bundesarchivs. |
| Bild gesucht | HIER LERNTE BRUNO FISCHER JG. 1921 FLUCHT 1939 KOLUMBIEN 1941 USA ÜBERLEBT                                                                                | Schulstraße 17 (Dürrmenz) (Lage)                  | 27. Jan. 2011 | |
| Bild gesucht | HIER LERNTE GÜNTHER SCHLORCH JG. 1920 DEPORTIERT 1940 GURS 1942 AUSCHWITZ ERMORDET                                                                        | Schulstraße 17 (Dürrmenz) (Lage)                  | 27. Jan. 2011 | |
| Bild gesucht | HIER WOHNTE ERNST AUGUST STUMM JG. 1886 EINGEWIESEN ‘HEILANSTALT’ PIRNA-SONNENSTEIN ERMORDET 28.07.1940                                                   | Schulstraße 43 (Dürrmenz) (Lage)                  | 27. Apr. 2010 | |
| Bild gesucht | HIER ARBEITETE THEODOR SLEPOJ JG. 1889 DEPORTIERT 17.6.1943 AUSCHWITZ ERMORDET                                                                            | Steigstraße 9 (Lage)                              | 27. Mai 2009  | Zu Theodor Slepoj existiert ein Eintrag im Gedenkbuch des deutschen Bundesarchivs. |